# Nabitinga-2
Ne doit pas être confondu avec Nabitinga-1 ou Nabitenga.
Nabitinga-2, également typographié Nabitinga II, est une localité située dans le département de Tanghin-Dassouri de la province du Kadiogo dans la région Centre au Burkina Faso.

## Géographie
Le village regroupe administrativement les localités de Douré, Wem-Yiri et Tambétin pour une population totale des quatre localités d'environ 6 600 habitants dénombrés lors du dernier recensement général de la population de 2006,.

## Santé et éducation
Le centre de soins le plus proche de Nabitinga-2 est le centre médical (CM) de Tanghin-Dassouri tandis que les hôpitaux se trouvent à Ouagadougou.
Le village possède une école primaire publique.